# Gay skinhead
Nei Paesi anglosassoni la definizione di gay skinhead identifica individui omosessuali che si riconoscono come appartenenti alla subcultura degli skinhead.

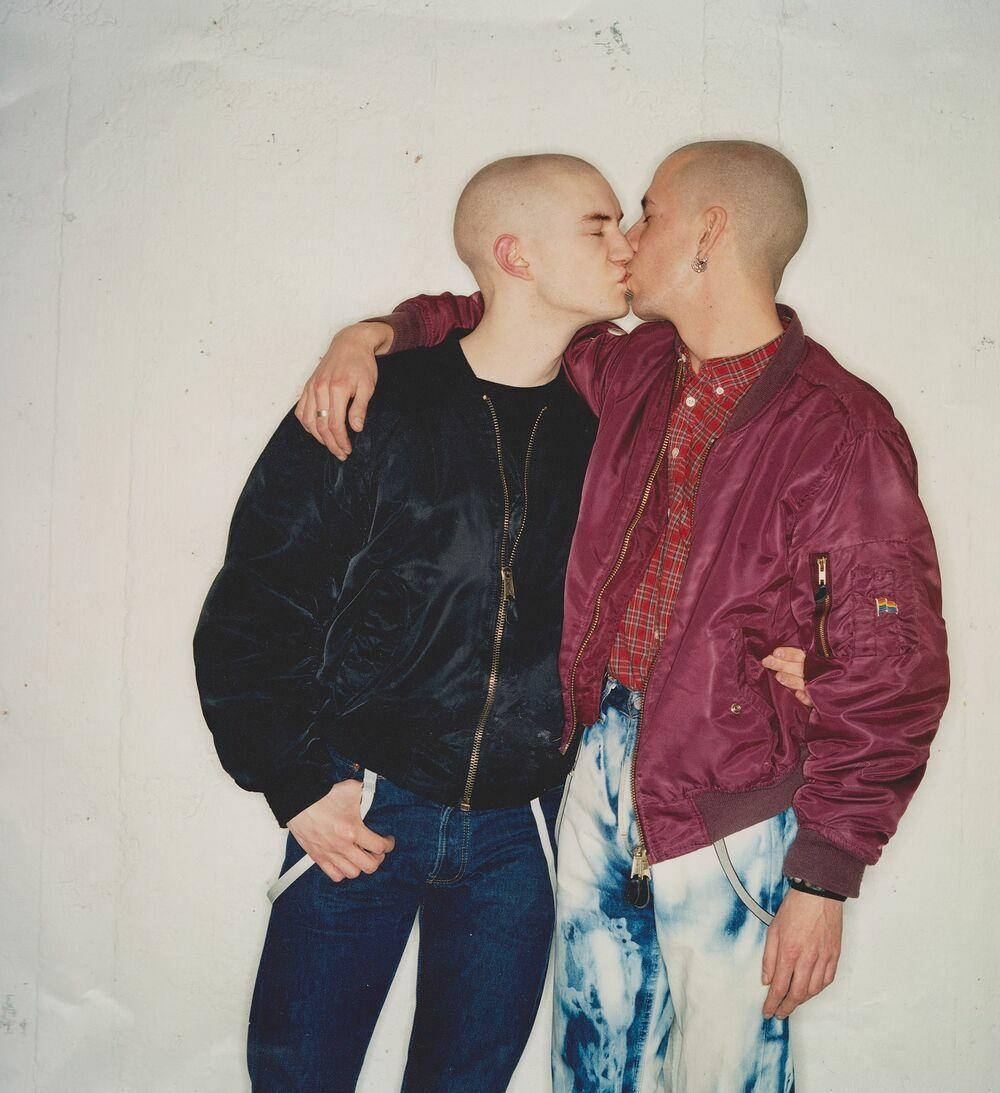
Skinhead queer nel 2000.

## In Italia
Il fenomeno degli skinhead gay è in gran parte nordeuropeo ed ha il massimo radicamento nel Regno Unito, con presenze in Germania e qualche altra nazione non mediterranea. Nel resto d'Europa e soprattutto in Italia esso è invece presente soprattutto come fenomeno di moda nel vestiario, legato al feticismo dell'iper-virilità ostentata; in questo senso tende a confondersi con la subcultura leather e a condividerne i luoghi d'incontro e socializzazione.
Forse anche per questo fatto, in Italia è praticamente assente l'adozione di questo modo di vestire per esibire l'adozione alle ideologie dell'estrema destra.

## Motivazioni
Alcuni skinhead gay hanno un'attrazione sessuale (feticistica) per il modo di vestire dello skinhead. Altri hanno un'attrazione di tipo sadomasochista per la violenza. Altri ancora sono invece semplicemente attratti dall'esibizione di mascolinità dello skinhead, che nelle nazioni nordiche è spesso di estrazione proletaria o sottoproletaria: si tratta quindi di una variante del feticismo per i giovani della classe lavoratrice, erotizzati in quanto tali e non tanto per il vestiario che indossano.
Ciò che tutte queste persone hanno in comune è da un lato il fatto di appartenere alla stessa subcultura, e quindi di vestirsi tutte in un certo modo, e dall'altro il fatto di essere attratte da persone del loro stesso sesso.

## Subcultura
Una parte non indifferente del mondo skinhead nordeuropeo è caratterizzata da una virulenta omofobia, che ha dato luogo ad infiniti episodi di aggressione fisica, pestaggi, omicidi e attacchi incendiarii a luoghi d'incontro gay.
Date queste premesse, è facile comprendere come mai i gay skinhead siano una subcultura distinta e separata da quella degli skinhead in genere, con un insieme di regole uniche utilizzate solo nella loro comunità, che mescola elementi della sottocultura gay con altre forme di espressione dello skinhead.
Gli skinhead gay non frequentano inoltre i luoghi di aggregazione usati dagli skinhead non-gay, ed organizzano incontri in residenze private, in bar gay e principalmente in eventi organizzati e dedicati ai "gayskin".
Due le organizzazioni gay skinhead più importanti:
1. La EGSA (European Gay Skinhead Association) che raggruppa i gay skinhead apolitici o di sinistra.
2. La GASH (Gay Arian Skin Head) che raggruppa gli skinhead che aderiscono a ideologie di estrema destra.[senza fonte]

## Rapporti con altri Skinhead
La maggior parte dei gay skinheads non fa parte del movimento neonazista dei Nazi Skinhead, anche perché quei movimenti condannano violentemente l'omosessualità, rendendosi non di rado responsabili di aggressioni fisiche e violenze di altro genere ai danni delle persone LGBT. Nonostante questo esistono alcuni individui che feticizzano il nazismo, le uniformi ed altri cimeli nazisti, ed altre che aderiscono a ideologie razziste e fasciste. Tuttavia, un gayskin può anche essere un RASH, uno SHARP, un Trojan Skinhead, un Suedehead o uno Straight Edge.

## Nelle arti
La figura dello skinehad gay appare come feticcio sessuale in molti film pornografici gay, specialmente di produzione nordeuropea. Tuttavia questa figura appare anche nel campo artistico: ad esempio il regista Bruce LaBruce ha dedicato il suo fim di esordio, No Skin off My Ass, all'ossessione erotica per lo skinhead gay. Anche il pittore canadese Attila Richard Lukacs ritrae nelle sue tele skinhead in situazioni erotiche e omoerotiche.
La moda si è appropriata di alcuni modi di vestire di questa sottocultura, e citazioni ad essa sono apparse nelle sfilate di stilisti come Alexander McQueen o Jean-Paul Gaultier.